# Acaronychus traegardhi
Acaronychus traegardhi är en kvalsterart som beskrevs av Grandjean 1932. Acaronychus traegardhi ingår i släktet Acaronychus och familjen Acaronychidae. Inga underarter finns listade i Catalogue of Life.